# روكويستس (برمجية)
روكويستس (بالإنجليزية: Requests)‏ هي مكتبة بروتوكول نقل النص الفائق للغة برمجة بايثون. الهدف من هذه المكتبة هو جعل استخدام بروتوكول نقل النص الفائق أبسط وأكثر ملاءمة للإنسان. الإصدار الحالي هو 2.28.0. يتم تطوير روكويستس بموجب ترخيص رخصة أباتشي 2.0.
روكويستس هي إحدى مكتبات بايثون الأكثر شيوعًا والتي لم تُضمن في بايثون. لكن قد أُقترح أن تُوزع روكويستس باستخدام بايثون افتراضيًا.

## مثال كود
```
>>> 
import
 
requests

>>> 
r
 
=
 
requests
.
get
(
'https://api.github.com/user'
,
 
auth
=
(
'user'
,
 
'pass'
))

>>> 
r
.
status_code

200

>>> 
r
.
headers
[
'content-type'
]

'application/json; charset=utf8'

>>> 
r
.
encoding

'utf-8'

>>> 
r
.
text
 
# doctest: +ELLIPSIS

u'{"type":"User"...'

>>> 
r
.
json
()
 
# doctest: +ELLIPSIS

{u'private_gists': 419, u'total_private_repos': 77, ...}

```